# Sremčica
Sremčica (en serbe cyrillique : Сремчица) est une localité de Serbie située dans la municipalité de Čukarica et sur le territoire de la ville de Belgrade. Au recensement de 2011, elle comptait 20 343 habitants.

## Géographie

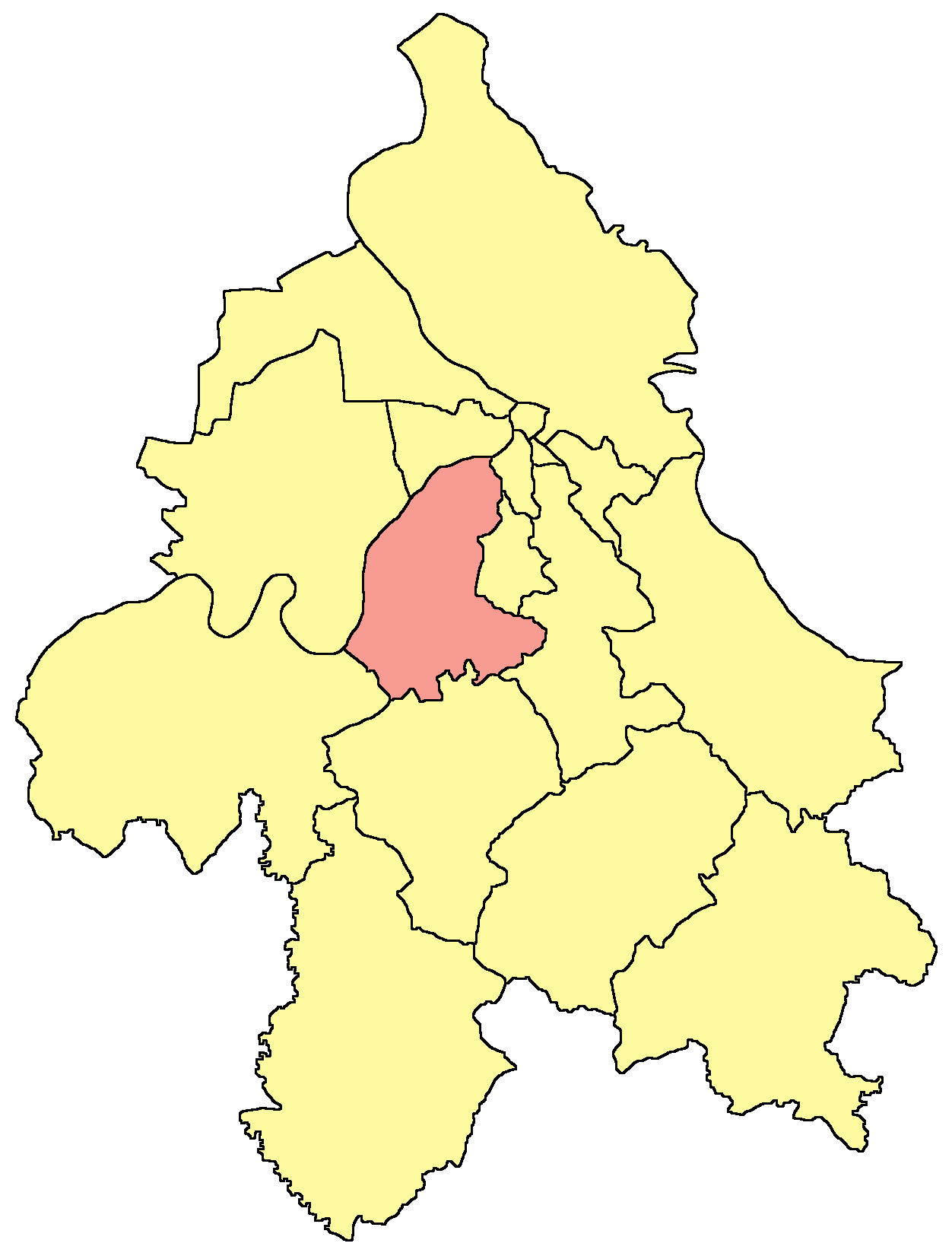
Localisation de la municipalité de Čukarica dans le district de Belgrade

Sremčica est située au sud de Belgrade, à 7 km au sud du quartier belgradois de Železnik. La localité est un village-rue dont les maisons sont regroupées de part et d'autre de la rue Beogradska et de quelques rues perpendiculaires. La partie nord de la localité, connue sous le nom de Gorica ou, plus familièrement Naselje forme une communauté locale (mesna zajednica) à part entière ; en 2002, elle comptait 5 358 habitants.
Le secteur de Sremčica constitue une micro-région karstique. Près de la localité se trouve une mare, Rakina bara, qui est en fait un petit lac naturel de 3 ha. Transformé en frayère, il devait devenir une zone de loisirs mais, avec l'urbanisation, les populations voisines y ont déversé leurs eaux usées et le lac, rempli de roseaux, n'abrite aujourd'hui plus aucun poisson et est menacé de disparaître sous l'effet de la pollution.

## Démographie

### Évolution historique de la population
| 1948  | 1953  | 1961  | 1971  | 1981   | 1991   | 2002   | 2011   |
| ----- | ----- | ----- | ----- | ------ | ------ | ------ | ------ |
| 2 076 | 2 133 | 2 185 | 2 448 | 13 193 | 16 225 | 18 450 | 20 343 |

|  |

Malgré la très forte croissance de sa population (1 890 habitants en 1921), Sremčica est classée parmi les localités rurales.

## Infrastructures
La forte croissance de la population de Sremčica s'est effectuée sans plan d'urbanisation ; de ce fait, la localité connaît des problèmes d'infrastructure (alimentation en eau, évacuation des eaux usées, transports). La localité est desservie par les lignes de bus 511 et 512, qui la relient au centre de Belgrade situé à 20 km.